# Maropaika
Maropaika is een plaats en gemeente in Madagaskar in het district Ivohibe, gelegen in de regio Ihorombe. Een volkstelling in 2001 telde het inwonersaantal op 9109 inwoners.
De plaats biedt enkel lager onderwijs aan en beperkt middelbaar onderwijs. Ook heeft Maropaika een binnenhaven. 56% van de bevolking werkt als landbouwer, 40% leeft van de veeteelt, 3% leeft van de visserij en 1% heeft een baan in de dienstensector. Het belangrijkste landbouwproduct is rijst, andere belangrijke producten zijn pinda's, bonen en cassave.